# 吉田知加〜12の花〜
『吉田知加〜12の花〜』（よしだちか じゅうにのはな）は、吉田知加の1枚目のアルバム。

## 内容
シングル『こうぶつ』『刹那系』ほか全12曲を収録した、吉田知加の唯一のオリジナル・アルバム。「愛シニ来テ欲シイ」を除く、全曲の作曲を手がけている。ページの最後に12種類の植物の花言葉が掲載されている。

## 収録曲
| 全作詞: 吉田知加。 |                                       |                |          |                   |      |
| #                  | タイトル                              | 作詞           | 作曲     | 編曲              | 時間 |
| 1.                 | 「こうぶつ」                          | 吉田知加 [ 2 ] | 吉田知加 | napoleon dynamite | 3:37 |
| 2.                 | 「倦怠犬－マンネリズム撲滅集より－」  | 吉田知加 [ 2 ] | 吉田知加 | napoleon dynamite | 4:53 |
| 3.                 | 「RAIN is blind」                     | 吉田知加 [ 2 ] | 吉田知加 | 綿貫正顕          | 3:39 |
| 4.                 | 「愛シニ来て欲シイ」                  | 吉田知加 [ 2 ] | 三好誠   | napoleon dynamite | 5:05 |
| 5.                 | 「旦那さんへ 〜日頃の感謝を込めて〜」 | 吉田知加 [ 2 ] | 吉田知加 | 古井弘人          | 4:51 |
| 6.                 | 「がむしゃら な 愛」                  | 吉田知加 [ 2 ] | 吉田知加 | 小澤正澄          | 3:42 |
| 7.                 | 「解放」                              | 吉田知加 [ 2 ] | 吉田知加 | 北浦正尚          | 4:52 |
| 8.                 | 「愛の巣」                            | 吉田知加 [ 2 ] | 吉田知加 | 綿貫正顕          | 3:33 |
| 9.                 | 「痴人」                              | 吉田知加 [ 2 ] | 吉田知加 | napoleon dynamite | 5:18 |
| 10.                | 「残骸－のこりもの－」                | 吉田知加 [ 2 ] | 吉田知加 | napoleon dynamite | 4:07 |
| 11.                | 「刹那系」                            | 吉田知加 [ 2 ] | 吉田知加 | napoleon dynamite | 5:47 |
| 12.                | 「日向ぼっこ」                        | 吉田知加 [ 2 ] | 吉田知加 | napoleon dynamite | 4:33 |

## 参加ミュージシャン
- Stealth - MPC 2K&XL(#1,2,4,9,10,11,12)
- 鎌田真吾 - シンセサイザー (#1,2,4,9,10,11,12)
- 寺島良一 - エレクトリック・ギター (#1,10), アコースティック・ギター (#1,11,12)
- 増崎孝司 (DIMENSION) - ギター (#2,4)
- 綿貫正顕 - ギター (#3,8), クロマチックハーモニカ (#8)
- 大賀好修 (nothin' but love) - ギター (#5)
- 小澤正澄 - ギター (#6)
- 中井俊秀 - ギター (#9)
- 小野塚晃 (DIMENSION) - ローズ・ピアノ (#2), ピアノ (#4), オルガン (#2,4)
- Deron "Doctor D" Reynolds - ピアノ (#8)
- 勝田かず樹 (DIMENSION) - サックス (#10)
- 黒島亜紀 - バイオリン (#12)
- 浦部麻衣子 - バイオリン (#12)
- 冨田大輔 - ヴィオラ (#12)
- 久保公人 - チェロ (#12)
- SECIL MINAMI - コーラス (#4)
- 山本涼子 - コーラス (#3,5,6,12)